# Prunus aitchisonii
Prunus aitchisonii är en rosväxtart som först beskrevs av Sergei Ivanovitsch Korshinsky, och fick sitt nu gällande namn av Kitamura. Prunus aitchisonii ingår i släktet prunusar, och familjen rosväxter. Inga underarter finns listade i Catalogue of Life.